# پیمان قاسم‌خانی
پیمان قاسم‌خانی (زادهٔ ۳۰ دی ۱۳۴۵) فیلمنامه‌نویس، کارگردان و بازیگر ایرانی است. او نویسندگی آثاری نظیر مارمولک (۱۳۸۲)، پژمان (۱۳۹۲)، سن پطرزبورگ (۱۳۸۸)، ورود آقایان ممنوع (۱۳۸۹)، پاورچین (۱۳۸۱)، مرد هزارچهره (۱۳۸۷) و شب‌های برره (۱۳۸۴) را بر عهده داشته است.

## زندگی
پیمان قاسم‌خانی ۳۰ دی ۱۳۴۵ در تهران متولد شد. او که در دانشکده اهواز، آمار انفورماتیک خوانده است در ۱۳۷۰ به مرکز آموزش فیلمسازی باغ فردوس رفت و اولین دورهٔ فیلمنامه‌نویسی‌اش را در این مرکز زیر نظر سیف‌الله داد گذراند.
وی همچنین مدت کوتاهی را در کلاس آموزشی بهرام بیضایی گذارنده است. از جمله فیلمنامه‌های او: من زمین را دوست دارم (۱۳۷۲)، بوی خوش زندگی (۱۳۷۳، بازنویسی)، نان، عشق و موتور ۱۰۰۰ (۱۳۸۰، بر اساس کتاب شوهر مدرسه‌ای اثر جووانی گوارسکی، بدون ذکر در فیلم) است که برای ابوالحسن داوودی و فیلمنامه «هتل» را نیز برای مرضیه برومند نوشته است. او برای نوشتن فیلمنامهٔ دختری با کفش‌های کتانی جایزه بهترین فیلمنامه‌نویسی را از خانه سینما دریافت کرد و بعد سناریو و سرپرست نویسندگی سریال پاورچین را به عهده گرفت. فیلم کوتاهی نیز به نام «هزارپا» با بازی بهاره رهنما، مهران مدیری، سروش صحت و پگاه آهنگرانی ساخت. همچنین فیلم‌نامه سریال‌های خانه ما (مسعود کرامتی، ۱۳۷۹) و گالری ۹ (غلامرضا رمضانی، ۱۳۷۶) را نوشته است.
وی برای فیلم‌نامه فیلم مارمولک سیمرغ بلورین بهترین فیلم‌نامه را از جشنواره فیلم فجر دریافت کرده است.
پیمان قاسم‌خانی در بیشتر سریال‌های مهران مدیری به عنوان طراح فیلم‌نامه و سرپرست نویسندگان حضور داشته است. او در سال ۹۷ پس از ۱۱ سال، در سریال هیولا دوباره با مهران مدیری همکاری کرد.
او و بهاره رهنما، به دلیل مشکلات شخصی در سال ۱۳۹۴ از یکدیگر جدا شدند.

## دیدگاه‌ها
قاسم‌خانی و همسر سابقش (بهاره رهنما) از جمله ۱۴۰ هنرمند ایرانی بودند که با امضاء طوماری در مورخ ۲۲ خرداد ۱۳۹۲، همراه با سایر اصلاح‌طلبان و اعتدالگرایان، ضمن قدردانی از انصراف عارف به نفع روحانی، از نامزدی حسن روحانی در انتخابات ریاست جمهوری ۱۳۹۲ حمایت علنی کرد.

## فعالیت‌ها

### تلویزیون
| سال  | عنوان              | سمت                     | کارگردان             | شبکه |
| ---- | ------------------ | ----------------------- | -------------------- | ---- |
| ۱۳۹۲ | پژمان              | طراح و سرپرست نویسندگان | سروش صحت             | ۳    |
| ۱۳۹۱ | دزد و پلیس         | مشاور فیلمنامه          | سعید آقاخانی         | ۳    |
| ۱۳۸۹ | ساختمان پزشکان     | سرپرست نویسندگان        | سروش صحت             | ۳    |
| ۱۳۸۸ | مسافران            | سرپرست نویسندگان        | رامبد جوان           | ۳    |
| ۱۳۸۷ | مرد هزار چهره      | سرپرست نویسندگان        | مهران مدیری          | ۳    |
| ۱۳۸۵ | باغ مظفر           | سرپرست نویسندگان        | مهران مدیری          | ۳    |
| ۱۳۸۴ | شب‌های برره         | سرپرست نویسندگان        | مهران مدیری          | ۳    |
| ۱۳۸۳ | کمربندها را ببندیم | سرپرست نویسندگان        | مهدی مظلومی          | ۳    |
| ۱۳۸۱ | پاورچین            | سرپرست نویسندگان        | مهران مدیری          | ۵    |
| ۱۳۸۱ | بدون شرح           | یکی از نویسندگان        | مهدی مظلومی          | ۳    |
| ۱۳۷۹ | خانه ما            | نویسنده                 | مسعود کرامتی         | ۳    |
| ۱۳۷۷ | هتل                | یکی از نویسندگان        | مرضیه برومند         | ۵    |
| ۱۳۷۶ | گالری ۹            | یکی از نویسندگان        | غلامرضا رمضانی       | ۵    |
| ۱۳۷۵ | خانه سبز           | یکی از نویسندگان        | بیژن بیرنگمسعود رسام | ۲    |

### سینما
| سال       | عنوان                          | سمت                                    | کارگردان        |
| --------- | ------------------------------ | -------------------------------------- | --------------- |
| ۱۳۹۸–۱۳۹۹ | چپ راست                        | بازیگر                                 | حامد محمدی      |
| ۹۸–۱۳۹۷   | خوب، بد، جلف ۲:ارتش سری        | نویسنده و کارگردان                     | پیمان قاسم‌خانی  |
| ۱۳۹۷      | چهار انگشت                     | بازیگر                                 | حامد محمدی      |
| ۹۵–۱۳۹۴   | خوب، بد، جلف                   | نویسنده و کارگردان                     | پیمان قاسم‌خانی  |
| ۱۳۹۲      | طبقه حساس                      | نویسنده و بازیگر                       | کمال تبریزی     |
| ۱۳۹۱      | زندگی مشترک آقای محمودی و بانو | بازیگر                                 | روح‌الله حجازی   |
| ۱۳۸۹      | شیش و بش                       | مشاور فیلمنامه                         | بهمن گودرزی     |
| ۱۳۸۹      | ورود آقایان ممنوع              | نویسنده                                | رامبد جوان      |
| ۱۳۸۸      | سن پطرزبورگ                    | نویسنده، بازیگر                        | بهروز افخمی     |
| ۱۳۸۷–۱۳۹۰ | انیمیشن تهران ۱۵۰۰             | نویسنده متن روایت - راوی (ناصر طهماسب) | بهرام عظیمی     |
| ۱۳۸۳      | نقاب                           | نویسنده                                | کاظم راست گفتار |
| ۱۳۸۳      | مکس                            | نویسنده                                | سامان مقدم      |
| ۱۳۸۲      | مارمولک                        | نویسنده                                | کمال تبریزی     |
| ۱۳۸۰      | نان و عشق و موتور ۱۰۰۰         | نویسنده                                | ابوالحسن داوودی |
| ۱۳۷۷      | دختری با کفشهای کتانی          | یکی از نویسندگان                       | رسول صدر عاملی  |
| ۱۳۷۴      | عاشقانه                        | بازیگر                                 | علیرضا داودنژاد |
| ۱۳۷۳      | بوی خوش زندگی                  | بازنویسی فیلمنامه                      | ابوالحسن داوودی |
| ۱۳۷۲      | من زمین را دوست دارم           | نویسنده                                | ابوالحسن داوودی |

### نمایش خانگی
| سال     | عنوان                    | سمت                            | کارگردان                    |
| ------- | ------------------------ | ------------------------------ | --------------------------- |
| ۱۴۰۳    | بازنده                   | بازیگر                         | امین حسین‌پور                |
| ۱۴۰۱    | روزی روزگاری مریخ        | کارگردان، طراح و نویسنده       | محسن چگینی، پیمان قاسم خانی |
| ۱۴۰۰_۹۹ | دراکولا                  | طراح و سرپرست فیلمنامه         | مهران مدیری                 |
| ۱۳۹۹    | خوب، بد، جلف: رادیواکتیو | مشاور کارگردان. طراح و نویسنده | محسن چگینی                  |
| ۱۳۹۷–۹۸ | هیولا                    | طراح و سرپرست فیلمنامه         | مهران مدیری                 |
| ۱۳۹۱    | ساخت ایران (فصل اول)     | مشاور فیلمنامه                 | محمد حسین لطیفی             |
| ۱۳۸۶    | گنج مظفر                 | سرپرست نویسندگان               | مهران مدیری                 |
| ۱۳۸۵    | فضانوردان                | یکی از نویسندگان/کارگردان/طراح | سیامک انصاری                |

### تئاتر
| نام                      | سمت            | کارگردان     | سال  |
| ------------------------ | -------------- | ------------ | ---- |
| تئاتر آرسنیک و تور کهنه  | مشاور کارگردان | حسین پارسایی | ۱۳۹۳ |
| تئاتر دورهمی زنان شکسپیر | مشاور متن      | بهاره رهنما  | ۱۳۹۳ |

## جوایز و نامزدی‌ها
| جشنواره/جایزه    | سال  | دسته            | اثر نامزد شده         | نتیجه    |
| ---------------- | ---- | --------------- | --------------------- | -------- |
| جشنوارهٔ فیلم فجر | ۱۳۹۲ | بهترین فیلمنامه | طبقه هساث             | نامزدشده |
|                  | ۱۳۸۲ | بهترین فیلمنامه | مارمولک               | برنده    |
| جشن سینمای ایران | ۱۳۹۶ | بهترین فیلمنامه | خوب، بد، جلف          | نامزدشده |
|                  | ۱۳۹۰ | بهترین فیلمنامه | ورود آقایان ممنوع     | نامزدشده |
|                  | ۱۳۷۸ | بهترین فیلمنامه | دختری با کفش‌های کتانی | برنده    |
| جشن دنیای تصویر  | ۱۳۸۴ | بهترین فیلمنامه | شب‌های برره            | برنده    |